# Тіксі (порт)
71°38′36″ пн. ш. 128°53′16″ сх. д. / 71.64333333° пн. ш. 128.8877778° сх. д.
Ті́ксі — російський арктичний морський порт, розташований на узбережжі моря Лаптєвих, губа Буор-Хая, бухта Тіксі. Населений пункт — селище Тіксі Булунського улусу Республіки Саха (Якутія).
Через Тіксі ввозять продовольчі й промислові товари, будматеріали, паливо та обладнання, тут перевалюють вантажі з морських суден для населених пунктів на берегах річок Хатанга, Оленьок, Яна, Індигірка, Колима. Вивозиться ліс і пиломатеріали. Між портом Тіксі та селищем Усть-Куйга по річці Яна і по річці Лена до Якутська організовано вантажопасажирську лінію.

## Виробнича інфраструктура
Нині в порту використовуються 8 суховантажних причалів і 2 допоміжних, інші виведено з експлуатації через ветхість. Нафтоналивний причал являє собою 2 затоплених ліхтери у вигляді літери «Т».
Для зберігання вантажів використовуються 3 критих склади загальною площею 3,8 тис. м2 і 17 відкритих майданчиків загальною площею 52,95 тис. м2. Ємність резервуарів під нафтопродукти становить 38 тис. тонн.
Порт оснащено 9 портальними кранами вантажністю до 32 т, 2 плавкранами, 2 гусеничними кранами вантажністю до 25 т, мостовим контейнерним краном для складських вантажних операцій, автонавантажувачами, рол-трейлерами, бульдозером, 2 тягачами «Терберг», 50 автомашинами.
До складу наявного портофлоту входять вантажні і пасажирські судна, буксири, а також суховантажі, задіяні для видобування та перевезення піску. Діє судноремонтна база і водолазна станція.

## Вантажообіг
| Вантажообіг, тис. т | Вантажообіг, тис. т | Вантажообіг, тис. т | Вантажообіг, тис. т | Вантажообіг, тис. т | Вантажообіг, тис. т | Вантажообіг, тис. т | Вантажообіг, тис. т | Вантажообіг, тис. т | Вантажообіг, тис. т |
| 2003                | 2004                | 2005                | 2006                | 2007                | 2008                | 2009                | 2010                | 2011                | 2012                |
| ------------------- | ------------------- | ------------------- | ------------------- | ------------------- | ------------------- | ------------------- | ------------------- | ------------------- | ------------------- |
| 12,3                | ▼0,0                | ▼0,0                | ▼0,0                | ▲19,9               | ▼0                  | ▲39,4               | ▲40,3               | ▲55,5               | ▲358,4              |

## Топографічна карта
- Аркуш карти R-52-III,IV Тикси. Масштаб: 1 : 200 000. Стан місцевості на 1982 р. Видання 1987 р. (рос.)